# Aïd Moubarak
 (mars 2025).
Si vous disposez d'ouvrages ou d'articles de référence ou si vous connaissez des sites web de qualité traitant du thème abordé ici, merci de compléter l'article en donnant les références utiles à sa vérifiabilité et en les liant à la section « Notes et références ».
Aïd Moubarak « en arabe: عيدك مبرك سعيد او عيدك مبروك بالدارجة) » ;qui est aussi dans ses formes maghrébines connu comme un Aïd Mabrouk en arabe dialectal marocain, algérien et tunisien est une salutation traditionnelle musulmane utilisée lors des fêtes de l'Aïd el-Fitr et de l'Aïd el-Adha (la Fête du Sacrifice). On peut traduire cette expression en français par « bonne fête deu sacrifice ».
Les musulmans se souhaitent mutuellement Aïd Moubarak après avoir effectué la prière de l'Aïd. Cette célébration se poursuit jusqu'à la fin de la dernière journée de l'Aïd. Dire ces mots exacts est une tradition culturelle influencée par de profondes racines religieuses. Toutefois, ces mots ne font nullement partie des obligations de la religion.
Aïd se réfère à l'occasion elle-même, tandis que moubarak signifie à peu près « qu'il soit bon pour vous » ou « que Dieu vous le bénisse ». L'expression est couramment utilisée dans le même contexte que « félicitations » ou « joyeuse (fête) ».

## Autres formulations
Selon les pays où l'islam est présent, il existe de nombreuses autres salutations pour l'Aïd el-Fitr et Aïd el-Adha. 

### Indonésie

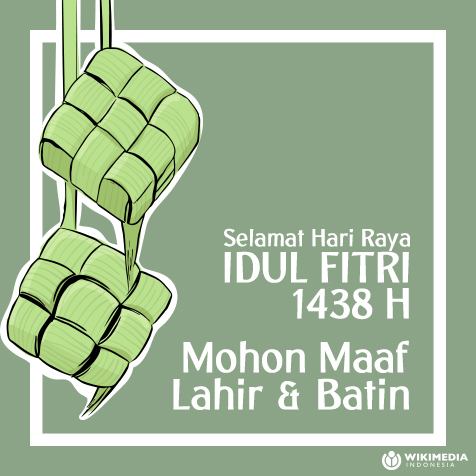
Carte de vœux indonésienne pour l'Aïd el-Fitr, décorée de ketupat, gâteaux de riz spécialement consommés à cette occasion

En Indonésie, Aïd Moubarak n'est encore que peu utilisé, même si depuis le début des années 2000 on peut constater une utilisation de plus en plus fréquente de formules venues du monde arabe. Traditionnellement en effet, on se souhaite Selamat Hari Raya Idul Fitri, "bonne fête de l'Aïd el-Fitr", et on se demande Maaf lahir dan bathin, "pardon pour le dehors (les fautes visibles) et le dedans (les fautes non-visibles)". Les individus sont en effet censés s'être purifiés par le jeûne et peuvent donc demander pardon pour les fautes commises envers autrui. On se souhaite aussi minal aidin wal faizin (من العائدين و الفائزين), formule arabe qui signifie "puissions nous être de ceux qui revenons vainqueurs (du jeûne)".

### Turquie
Aïd Moubarak n'est également que peu utilisé. Les turcophones utilisent les expressions Bayramınız Mübarek Olsun ou encore Bayramınız Kutlu Olsun.